# Ringo (brädspel)

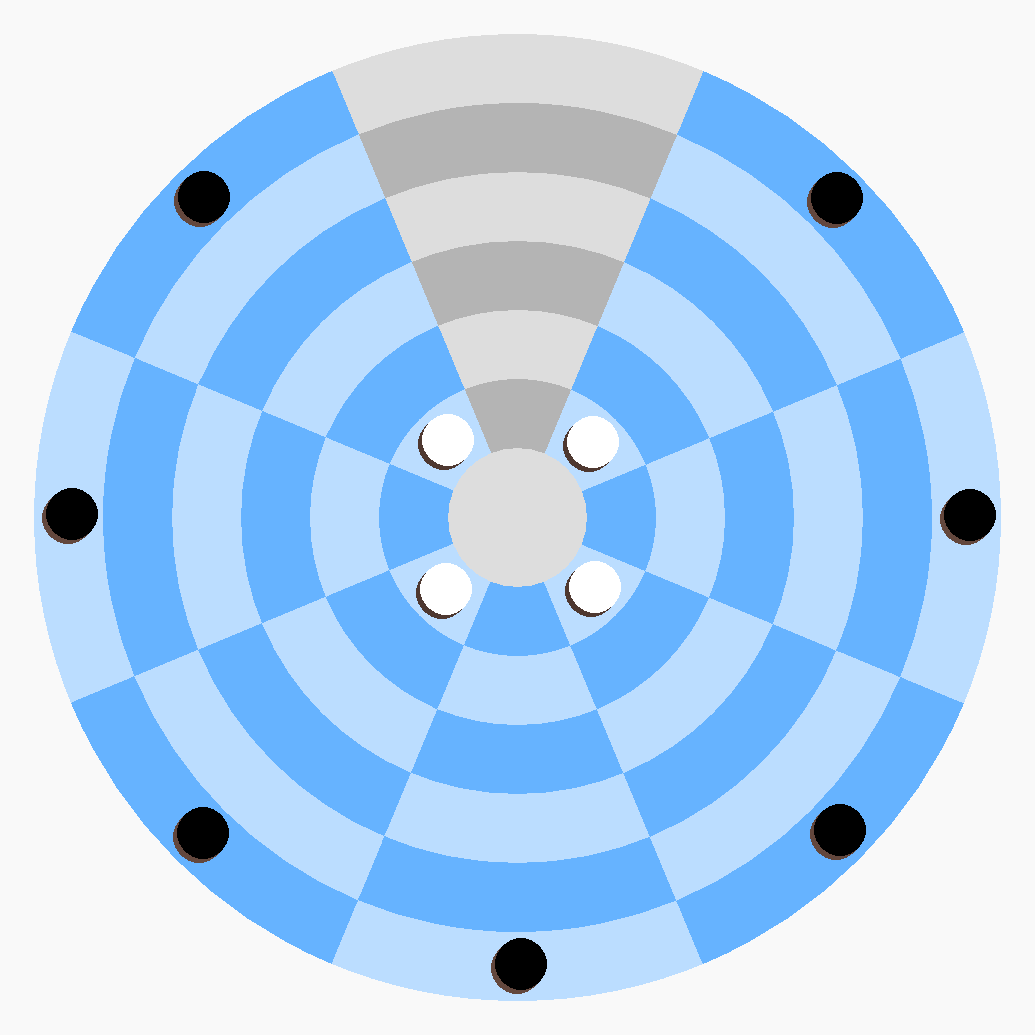
Spelbräde till ringo med pjäserna i utgångsposition. Svart gör första draget.

Ringo är ett ursprungligen tyskt brädspel för två personer. Spelet går ut på att den ena spelaren ska försöka erövra spelbrädets mittpunkt, kallad fästningen (eller fortet), som försvaras av den andra spelaren.
Spelbrädet utgörs av en stor cirkel, med sex koncentriska ringar och indelad i åtta segment. Ett av segmenten kallas för den neutrala zonen och är markerat i avvikande färg. Vid spelets början är den försvarande spelarens fyra spelpjäser placerade i den innersta ringen. Den anfallande spelaren har sju pjäser i den yttersta ringen.
Spelarna turas om att flytta sina pjäser ett steg åt gången. Anfallarens pjäser får röra sig inåt mot fästningen eller i sidled. Försvararens pjäser får dessutom flyttas utåt mot ytterringen. Båda spelarna kan slå ut en motståndarpjäs genom att hoppa över den till ett tomt fält på andra sidan; en pjäs i den neutrala zonen kan dock inte bli slagen.
Den anfallande spelaren vinner spelet om två av de egna pjäserna har kunnat placeras i fästningen. Har alla anfallande pjäser utom en slagits ut, vinner den försvarande spelaren.